# Маньер (Мёрт и Мозель)
Манье́р (фр. Magnières) — коммуна во французском департаменте Мёрт и Мозель региона Лотарингия. Относится к кантону Жербевиллер. 

## География
Маньер расположен на границе с департаментом Вогезы, в 43 км к юго-востоку от Нанси, в 23 км к югу от Люневиля и в 14 км к северу от Рамбервиллера. Стоит у впадения Бельвитты в Мортань, приток Мёрта.
Соседние коммуны: Муаян на севере, Домтай на востоке, Сен-Пьермон и Денвиллер на юге, Клезантен на юго-западе, Маттексе и Жиривиллер на западе, Серанвиль и Валлуа на северо-западе.

## Демография
Население коммуны на 2010 год составляло 342 человека.
| 1962 | 1968 | 1975 | 1982 | 1990 | 1999 | 2010 |
| ---- | ---- | ---- | ---- | ---- | ---- | ---- |
| 346  | 400  | 410  | 405  | 333  | 313  | 342  |

## Достопримечательности
- Церковь в неоготическом стиле XIX века, построена на месте бывшей крепости XV века.
- Руины замка XIV века, разрушенного в XIX веке.
- Железная дорога для дрезины по долине реки Мортань.